# Billions
«Billions» — песня американской певицы-песенницы и музыкального продюсера Кэролайн Полачек. Она была выпущена 9 февраля 2022 года в качестве второго сингла с четвёртого альбома Полачек Desire, I Want to Turn Into You (2023)

## Общие сведения и композиция
Полачек исполнила песню вживую во время своего тура по США «Heart is Unbreaking» в конце 2021 года, а также на нескольких фестивалях осенью 2021 года, прежде чем сингл был официально выпущен.
В сентябре 2021 года в журнале New Yorker о Полачек была опубликована следующая предыстория песни:
[…] Однажды Дэнни Л Харл прислал ей бит, который он написал, и Полачек услышала мелодию из ниоткуда, океаническую и мощную, и начала записывать психоделические образы: ангел без головы, переполненная чаша, жемчужина в устрице. Такт и образы стали песней «Billions». [Полачек сказала, что она] «хотела что-то, что запечатлело бы послесвечение открытия»
.
В качестве би-сайда сингла Полачек выпустила переработанную версию песни «Long Road Home», её совместной работы с Oneohtrix Point Never из его альбома 2020 года Magic Oneohtrix Point Never.

## Отзывы критиков
Песня получила широкое признание критиков. Pitchfork назвал песню «Лучшим новым треком», а автор рецензии Джио Сантьяго написал, что «Billions» — это «светлый путь к новой эре для поп-автора». Джордан Дэвилл из The Fader написал, что с «Billions» Харл и Полачек создали «своего рода божественную симметрию из своих элементов, превратив нью-эйдж эпохи Pure Moods в нечто совершенно великолепное». Кэт Буза из Rolling Stone описала «Billions» как «вдохновленный трип-хопом, галлюциногенный эпик, в котором автор песен развивает изобретательный стиль производства, доведенный до совершенства на её альбоме Pang, получившем признание критиков в 2019 году».

### Итоговые списки
| Публикация         | Список                     | Позиция | Источник |
| ------------------ | -------------------------- | ------- | -------- |
| The New York Times | Лучшие песни 2022 года     | 22      | [ 7 ]    |
| Pitchfork          | 100 лучших песен 2022 года | 20      | [ 8 ]    |

## Список композиций
Billions — Single
- «Billions» — 4:57
- «Long Road Home» (при участии Oneohtrix Point Never) — 3:44

## Чарты
| Чарт (2022)          | Высшая позиция |
| -------------------- | -------------- |
| Великобритания (OCC) | 37             |